# IAM Cycling
IAM Cycling (UCI Team Code: IAM) — швейцарская профессиональная шоссейная велокоманда со статусом Мирового Тура UCI, управляемая бывшим чемпионом Франции в гонке с групповым стартом Сержем Бёшери.
Главный спонсор - IAM Independent Asset Management SA, швейцарская инвестиционная менеджмент-компания.

## История
Команду официально запустили в январе 2013 года. IAM Cycling - член Mouvement pour un Cyclisme Credible. IAM Cycling получили уайлд-карт на Париж-Ницца 2013.
22 августа 2013 года команда заявила, что она подписала Сильвена Шаванеля и Жерома Пино из Omega Pharma-Quick Step, Матиаса Франка из BMC Racing Team и Роджера Клюге из NetApp-Endura на сезон 2014 года. 28 января было объявлено, что IAM Cycling получила "уайлд-карт" на Тур де Франс 2014, свой первый Гранд Тур. Она также гонялась на Вуэльте Испании. Впоследствии, в декабре 2014 года UCI объявил, что команда получит лицензию Мирового Тура на сезон 2015 года.

## Состав команды
| Состав 2016                                                  | Состав 2016      | Состав 2016                        | Состав 2016 |
| Гонщик                                                       | Дата рождения    | Предыдущая команда                 |             |
| ------------------------------------------------------------ | ---------------- | ---------------------------------- | ----------- |
| Алексей Сарамотин                                            | 8 апреля 1982    | Cofidis, le Crédit en Ligne (2012) |             |
| Марсель Ареггер                                              | 28 августа 1990  | Atlas Personal-Jakroo (2012)       |             |
| Маттиас Брендле                                              | 7 декабря 1989   | NetApp (2012)                      |             |
| Клеман Шеврье                                                | 29 июня 1992     | Bissell Development (2014)         |             |
| Стеф Клемент                                                 | 24 сентября 1982 | Belkin (2014)                      |             |
| Жером Коппель                                                | 6 августа 1986   | Cofidis, Solutions Crédits (2014)  |             |
| Штефан Денифль                                               | 22 сентября 1987 | Vacansoleil-DCM (2012)             |             |
| Дрис Девенинс                                                | 22 июля 1983     | Giant-Shimano (2014)               |             |
| Мартин Эльмигер                                              | 23 сентября 1978 | AG2R La Mondiale (2012)            |             |
| Сондре Хольст Энгер                                          | 17 декабря 1993  | Sparebanken Sør (2014)             |             |
| Маттиас Франк                                                | 9 декабря 1986   | BMC Racing Team (2013)             |             |
| Джонатан Фумеюкс                                             | 7 марта 1988     | Atlas Personal-Jakroo (2012)       |             |
| Хайнрих Хаусслер                                             | 25 февраля 1984  | Garmin-Sharp (2012)                |             |
| Рето Холленштайн                                             | 22 августа 1985  | NetApp (2012)                      |             |
| Ли Ховард                                                    | 18 октября 1989  | Orica-GreenEDGE (2015)             |             |
| Роджер Клюге                                                 | 5 февраля 1986   | NetApp-Endura (2013)               |             |
| Вегард Стаке Ланген                                          | 7 февраля 1989   | Joker (2015)                       |             |
| Пирмин Ланг                                                  | 25 ноября 1984   | Atlas Personal-Jakroo (2012)       |             |
| Оливер Насен                                                 | 16 сентября 1990 | Topsport Vlaanderen-Baloise (2015) |             |
| Харлинсон Пантано                                            | 19 ноября 1988   | Colombia (2014)                    |             |
| Симон Пелло                                                  | 6 ноября 1992    | Atlas Personal-Jakroo (2012)       |             |
| Маттео Пелукки                                               | 21 января 1989   | Team Europcar (2012)               |             |
| Висенте Рейнес                                               | 30 июля 1981     | Lotto-Belisol (2013)               |             |
| Дэвид Таннер                                                 | 30 сентября 1984 | Belkin (2014)                      |             |
| Йонас Ван Генехтен                                           | 16 сентября 1986 | Lotto-Belisol (2014)               |             |
| Ларри Уорбасс                                                | 28 июня 1990     | BMC Racing Team (2014)             |             |
| Марсель Висс                                                 | 25 июня 1986     | NetApp (2012)                      |             |
| Оливер Цаугг                                                 | 9 мая 1981       | Tinkoff-Saxo (2015)                |             |
|                                                              |                  |                                    |             |
| Источники: ProCyclingStats Cycling Quotient Cycling Archives |                  |                                    |             |

## Основные достижения

### 2013
Национальный чемпионат Австрии в гонке с раздельным стартом, Маттиас Брендле
Национальный чемпионат Швеции в гонке с раздельным стартом, Густав Ларссон
Национальный чемпионат Латвии в гонке с групповым стартом, Алексей Сарамотин

### 2014
2 этап Тиррено-Адриатико, Маттео Пелукки
3 этап Критериум Интернасьональ, Матиас Франк
3 этап Четырех дней Дюнкерка, Сильвен Шаванель
Национальный чемпионат Франции в гонке с раздельным стартом, Сильвен Шаванель
Национальный чемпионат Австрии в гонке с раздельным стартом, Маттиас Брендле
Национальный чемпионат Швейцарии в гонке с групповым стартом, Мартин Эльмингер
5 и 6 этапы Тура Британии, Маттиас Брендле

### 2015
Национальный чемпионат Австралии в гонке с групповым стартом, Хенрик Хаусслер
6 этап Тура Омана, Маттиас Брендле